# Mucronella calva
Pour les articles homonymes, voir Calva.
Espèce
Mucronella calva est une espèce de champignons (Fungi) basidiomycètes de la famille des Clavariaceae et du genre Mucronella.

## Habitat
Mucronella calva, relativement rare dans l'hémisphère nord, se rencontre dans ses régions froides de la Belgique, de la France, du nord de l'Angleterre et de la Scandinavie où il se développe durant les mois d'hiver.
C'est une espèce lignicole, qui se développe typiquement sur des bois de conifères en décomposition.

## Comestibilité
Inconnue, il est sans valeur culinaire par son côté minuscule. Le goût est fade. Son odeur est indistincte. 

## Description
Les dimensions de son carpophore sont de 2 à 7 mm de long et d'environ 1 mm de large. Il est mince, conique par-dessus et en dessous. En forme de fuseau, sa coupe transversale est ronde ; il ressemble à des glaçons semblables à des épines, solitaires ou en grappes, pendu directement au substrat.[incompréhensible]

## Variétés
Il présente trois variétés :
- la variété calva (Albertini & Schweinitz) Fries 1874[1])
- la variété ramificata (Pilát 1958[2])
- la variété aggregata ((Fries) Pilát 1958[3])

## Taxinomie
Mucronella calva est décrite par Albertini & Schweinitz en 1805 et classée par Fries dans le genre Mucronella en 1874. 

### Basionyme
Hydnum calvum (Albertini & Schweinitz 1805)

### Synonymes
- Isaria calva (Albertini & Schweinitz) Fr. 1832 (synonyme)
- Isaria hydnoides Link 1825 (synonyme)
- Mucronella abnormis Henn. 1898 (synonyme)
- Mucronella aggregata (Fr.) Fr. 1863 (synonyme)
- Mucronella calva var. aggregata (Fr.) Pilát 1958 (synonyme)
- Mucronia aggregata Fr. 1863 (synonyme)
- Mucronia calva (Alb. & Schwein.) Fr. 1849 (synonyme)